# Henry James Johnstone
Henry James Johnstone (1835, Birmingham – 1907, Londýn) byl britsko-australský fotograf a malíř, nejznámější jako přední portrétní fotograf v Melbourne ve Victorii v Austrálii v 70. a 80. letech 19. století a také prominentním umělcem.

## Raný život
Henry Johnstone se narodil v Birminghamu v Anglii v roce 1835 a studoval umění u řady soukromých učitelů a na Birmingham School of Design, než nastoupil do fotografické firmy svého otce.

## Fotografická činnost
Do Melbourne v Austrálii přijel v roce 1853 ve věku 18 let. V roce 1862 koupil Duryea and MacDonald Studio a začal pracovat pod hlavičkou Johnstone and Co. V roce 1865 se firma přejmenovala na Johnstone, O'Shannessy and Co. s partnerkou Emily O'Shannessy a spolumajitelem Georgem Haslerem.
Johnstone, O'Shannessy & Co. byli přední melbournští portrétní fotografové, jejichž služby vyhledávali guvernéři, hostující králové, politici a další prominentní členové společnosti. Johnstone zapůsobil na vévodu z Edinburghu během jeho návštěvy státu Victorie a byl jmenován do personálu jako královský fotograf.
Příklady fotografických portrétů Johnstone, O'Shannessy & Co. byly zahrnuty na výstavě stého výročí Philadelphia v roce 1875 a na mezinárodní výstavě v Melbourne v roce 1888, kde porotci zaznamenali dokonalost jejich práce.

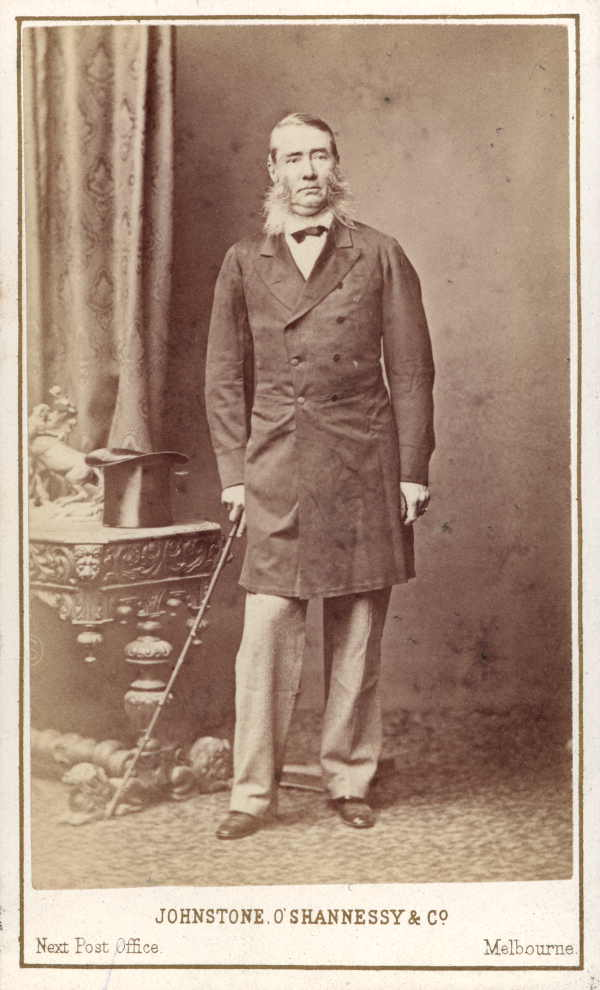
John Manners-Sutton, 3. vikomt Canterbury, guvernér Victorie od roku 1866 do roku 1873
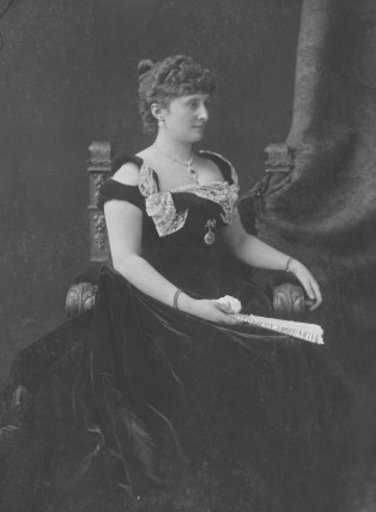
Lady Constance Knox, dcera 5. hraběte z Ranfurly, guvernéra Nového Zélandu, 1899
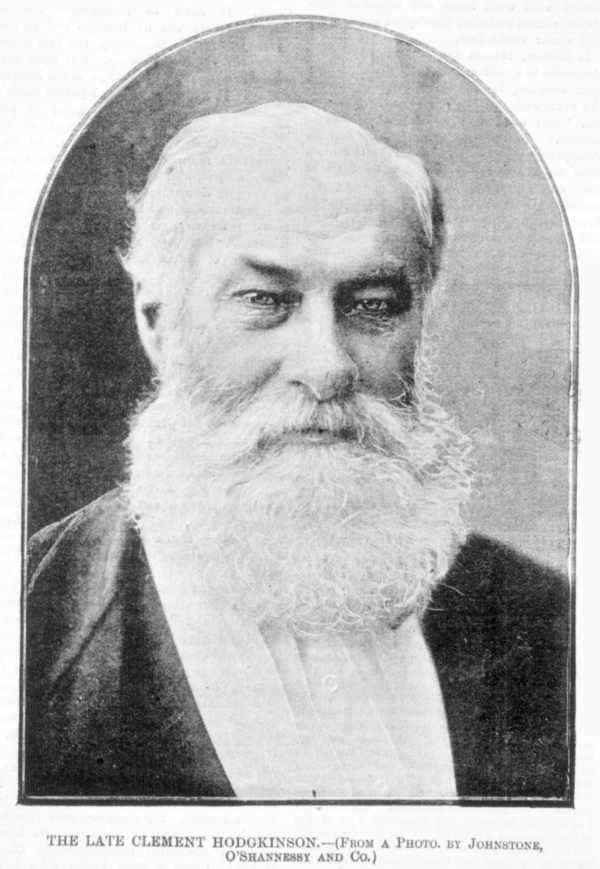
Clement Hodgkinson, viktoriánský asistent komisaře Crown Lands and Survey od roku 1861 do roku 1874, foto: asi 1893

## Umělecká činnost

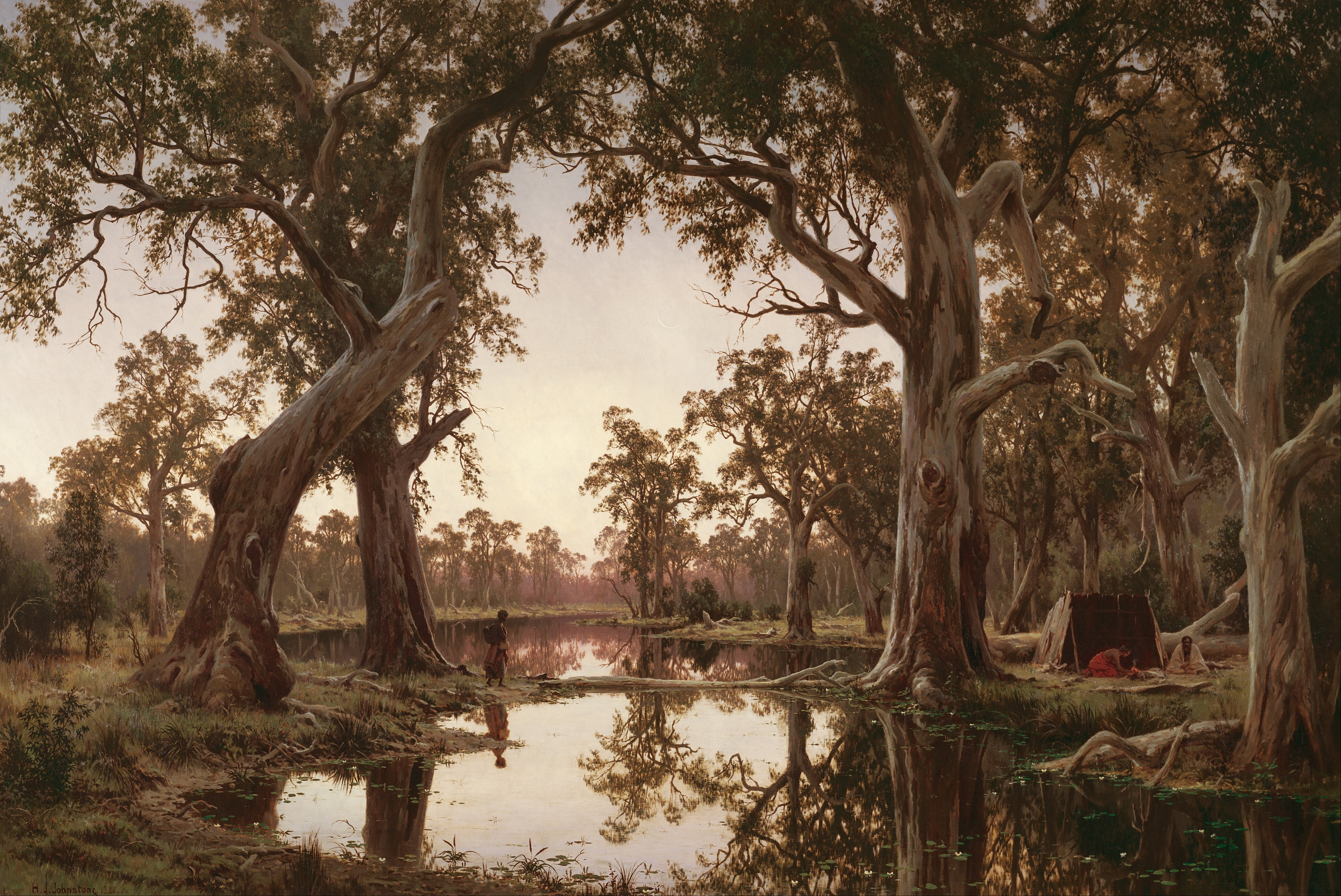
Večerní stíny (1880), první obraz získaný do Jihoaustralské umělecké galerie

Johnstone byl také významný umělec. Po studiích u sochaře Charlese Summerse a poté, co se v roce 1867 připojil k malířské škole Louise Buvelota, nastoupil do malířské školy Melbourne National Gallery School of Painting pod vedením Thomase Clarka. V roce 1871 se stal členem Viktoriánské akademie umění a členem Společnosti britských umělců.

## Pozdější život
V 1876 Johnstone opustil Melbourne a odstěhoval se do jižní Austrálie, kde byly dobře přijaty jeho realistické, velmi podrobné studie místních scén. V Jihoaustralské umělecké galerii jej zastupují tři obrazy: Večerní stíny, stojaté vody Murray, Vodopád, Morialta a akt bez názvu usazený u potoka. Poté hodně cestoval po Americe a v roce 1880 přijel do Londýna, kde až do roku 1900 pravidelně vystavoval obrazy na Královské akademii. Maloval na zakázku několik krajin pro divadelního podnikatele Edgara Chapmana. Zemřel v Londýně v roce 1907 ve věku 72 let.